# Blues Doctors
Blues Doctors – polska grupa muzyczna wykonująca bluesa.
Na początku 2004 muzycy pochodzący z Ostrowa Wielkopolskiego postanowili wspólnie pograć we Wrocławiu. W październiku okazało się, że ze wspólnej fascynacji bluesem z elementami amerykańskiego czarnego funky i soulu powstanie zespół nazwany potem Blues Doctors.
W listopadzie 2008 roku trzech członków zespołu Blues Doctors: Oskar Kunicki (gitara), Przemek Hasek (perkusja), Michał Szpajda (gitara basowa) zostało zaproszonych do udziału w trasie koncertowej amerykańskiej wokalistki Wandy Johnson po Polsce oraz Czechach.
Zespół występował podczas takich festiwali jak: Jimiway Blues Festival, Rawa Blues, Blues Express, Suwaki Blues Festival, Olsztyńskie Noce Bluesowe, Spring Blues Night Festival czy Bluestracje.

## Nagrody i wyróżnienia
- 1996 Nagroda im. Michała Kobusiaka dla Oskar Kunickiego dla najlepiej zapowiadającego się gitarzysty na warsztatach Blues nad Bobrem
- 2006 Wyróżnienie dla gitarzysty Oskar Kunickiego na festiwalu instrumentalistów bluesowych Solówka 2006 w Nowej Soli
- 2006 I miejsce na III Wrocławskim Festiwalu Form Muzycznych w kategorii „Blues i Jazz”
- 2009 I miejsce w kategorii „Odkrycie Roku” w ankiecie Blues Top 2008 kwartalnika „Twój Blues”
- 2009 Osobowość Ostrowskiej Kultury 2009 – Tytuł nadany przez Prezydenta Miasta Ostrowa Wielkopolskiego [1]

## Dyskografia
- Tak całymi dniami (album, 2007)
- Pierwsza liga (singel, 2007)
- Antologia Polskiego Bluesa – w stronę rocka (kompilacja, 2008)